# Лукизм
Луки́зм (англ. lookism, от look — «внешность»), или дискриминация по внешности, — предвзятое отношение к людям, основанное на оценке их внешности как привлекательной, так и непривлекательной. Привлекательных людей лучше воспринимают в обществе; они испытывают меньше затруднений при трудоустройстве и карьерном продвижении, им легче найти сексуального партнёра (в одних случаях для долгосрочных отношений, в других — для краткосрочных).

## История понятия
Лукизм критиковался многими древними и средневековыми философами. Скептики, стоики, циники, эпикурейцы и схоластики призывали не попадать под влияние внешности.
Слово «лукизм» вошло в употребление в английском языке в 1970-х годах. В 1978 году этот термин был напечатан в газете The Washington Post, где объяснялось, что полные люди придумали термин «лукизм» для определения дискриминации по внешним данным.
В рамках российской психологической науки лукизм является малоизученным явлением.

## Причины лукизма
По мнению эволюционных психологов, привлекательные люди оцениваются выше, поскольку окружающие (осознанно или неосознанно) рассматривают их как половых партнёров. Помимо эволюционных причин, специалисты выделяют причины культурные. В фильмах, рекламных роликах, рассказах для детей красота ассоциируется с успехом, богатством и счастьем, и эти ассоциации оказывают значительное влияние на поведение.

## Лукизм и другие виды дискриминации
Лукизм связан с другими видами дискриминации. Трудно отделить дискриминацию, основанную на оценке человека как красивого или некрасивого, от дискриминации на основе других признаков (например, возраста), определяемых с помощью внешности.
Дискриминацию на основе внешности и этничности называют этнолукизмом (или этно-лукизмом). Людей со «славянским типом внешнего облика» считают более красивыми и обаятельными, чем людей с «кавказским или азиатским типом внешнего облика», или наоборот.

## Правовые нормы

### США
В США в XIX—XX веках существовали законы, запрещающие калекам попрошайничать на улице и/или открыто демонстрировать свои увечья. Сейчас же некоторые города США, напротив, запрещают дискриминацию на основе внешности или отдельных внешних характеристик (таких, как лишний вес, и тому подобных).